# محسن العيني
محسن احمد حسن العيني (1932 - 2021)، رئيس وزراء الجمهورية العربية اليمنية خمس مرات أربع منها في عهد الرئيس عبد الرحمن الإرياني، والفترة الخامسة والأخيرة خدمها في عهد الرئيس إبراهيم الحمدي.

## حياته
ولد محسن العيني في بداية الثلاثينيات من القرن الماضي في قرية الحمامي، في مديرية سنحان وبني بهلول، القريبة من العاصمة اليمنية صنعاء. اختير عام 1947 ليكون أحد الطلبة اليمنيين الموفدين للدراسة في بيروت برفقه أخيه الأكبر الأستاذ علي أحمد العيني وكانا ضمن بعثه الأربعين الشهيرة - التي أرسلها الامام يحيى للدراسة في لبنان في مدرسة المقاصد الإسلامية وبعد فشل ثوره 1948 التي قام بها الأحرار في الشمال في مارس من نفس العام واستعاده الامام احمد لزمام الحكم فر الفضيل الورتاني وهو جزائري واحد قاده الثورة الي لبنان فخاف الامام من امتداد المد الثوري منه الي الطلبة فقرر نقل البعثة الي مصر -ثم أنتقل لإتمام تعليمه في القاهرة مما أتاح له فرصة التعرف على أثنين من كبار دعاة الإصلاح في اليمن خلال القرن الماضي وهما قادة اليمنيين الأحرار أحمد محمد النعمان ومحمد محمود الزبيري حيث انخرط بعدها في صفوف الأحرار منذ بداية الخمسينيات.
التحق بكلية الحقوق جامعة القاهرة عام 1952، ثم ابتعثه الإمام للدراسة في فرنسا حيث قضى بها عامي 1955 و1956 ثم قُطعت عنه المنحة الدراسية فعاد إلى القاهرة.

## دوره السياسي
أصدر في العام 1957 كتابة «معارك ومؤامرات ضد قضية اليمن» الذي كان آنذاك بمثابة منشور تحريضي ضد نظام حكم الإمامة. انضم إلى حزب البعث العربي الاشتراكي في بداية العام 1958، وشارك في ترتيبات المعارضة اليمنية للانقلاب على حكم الإمامة.
عُين وزيرًا للخارجية بعد إعلان الثورة وإقامة النظام الجمهوري في اليمن في ثورة 26 سبتمبر 1962.
ثم عين بعد ذلك مندوبا دائما لليمن لدى الأمم المتحدة وألقى أول خطاب باسم الجمهورية اليمنية أمام الجمعية العامة للأمم المتحدة في ديسمبر 1962 . قدم في إبريل 1963 أوراق اعتماده للرئيس الأميركي جون كيندي كأول سفير لليمن لدى الولايات المتحدة.
عاد بعد ذلك إلى اليمن في إبريل عام 1965 وعُين وزيرًا للخارجية في حكومة النُعمان حيث كانت حرب اليمن على أشدها لكن حكومة النُعمان استقالت في يوليو عام 1965 وعاد العيني سفيرا لليمن في واشنطن لكنه استقال احتجاجا على الأوضاع في بداية أكتوبر عام 1966.

### حكومة العيني الأولى
في نوفمبر عام 1967 عُين رئيسا للوزراء للمرة الأولى بعدما نجح ضباط الصاعقة والمظلات في تنفيذ انقلاب ضد المشير عبد الله السلال، لكن الصراع اندلع بين العسكريين وترك العيني الوزارة وعاد سفيرا لليمن لدى الأمم المتحدة ثم الاتحاد السوفيتي.

### حكومة العيني الثانية
طَلب منه القاضي عبد الرحمن الإرياني تشكيل الحكومة في يوليو 1969 لكنه أعتذر بعد شهر قضاه في اليمن ثم عاد الإرياني وكلفه بتشكيل حكومته الثانية التي شكلها العيني في فبراير 1970 وفي عهد حكومته الثانية أُعلن في 23 مايو عام 1970 عن انتهاء الحرب والمصالحة الوطنية بين اليمنيين وبعد صراع مع العسكر ومؤسسة القبيلة قدم العيني استقالة حكومته الثانية في 23 فبراير 1971.

### حكومة العيني الثالثة
إلا أنه كُلف بعد ستة أشهر فقط وفي منتصف سبتمبر عام 1971 بتشكيل حكومته الثالثة بعدما تفاقمت المشكلات وأفلست خزينة الدولة، وقع في 27 أكتوبر 1971 اتفاقية الوحدة مع اليمن الجنوبي بعد حرب استمرت عدة أشهر بين البلدين، إلا أن الضغوط تصاعدت ضد العيني بعد هذه الاتفاقية فقدم استقالة حكومته الثالثة في 30 ديسمبر 1972، أنتقل بعد ذلك سفيرا لليمن في لندن

### حكومة العيني الرابعة
بعد سيطرة إبراهيم الحمدي على السلطة كُلف العيني بتشكيل حكومته الرابعة والأخيرة في 19 يونيو عام 1974 وكان من الطبيعي أن يدخل في صراع مع العسكر الذين أقالوه في 16 يناير 1975.

### بعد الحكومة
في نوفمبر عام 1979 عُين العيني مرة أخرى في وظيفته الأولى مندوبا لليمن لدى الأمم المتحدة ثم سفيرا في عدة دول كان أخرها الولايات المتحدة التي بقي بها سفيرا لليمن طيلة ثلاثة عشر عاما 1984-1997.

## وفاته
توفي في 25 أغسطس 2021 في دولة مصر ودفن في مسقط رأسه قرية الحمامي بني بهلول في صنعاء.

## وصلات خارجية
- قناة الجزيرة - زيارة خاصة مع سامي كليب

| سبقه عبد الله السلال        | رئيس وزراء الجمهورية العربية اليمنية 5 نوفمبر 1967 إلى 21 ديسمبر1967   | تبعه حسن العمري                 |
| سبقه عبد السلام صبره (مؤقت) | رئيس وزراء الجمهورية العربية اليمنية 29 يوليو 1969 إلى 2 سبتمبر 1969   | تبعه عبد الله كرشمي             |
| سبقه عبد الله كرشمي         | رئيس وزراء الجمهورية العربية اليمنية 5 فبراير 1970 إلى 26 فبراير 1971  | تبعه عبد السلام صبره (مؤقت)     |
| سبقه عبد السلام صبره (مؤقت) | رئيس وزراء الجمهورية العربية اليمنية 18 سبتمبر 1971 إلى 30 ديسمبر 1972 | تبعه القاضي عبد الله الحجري     |
| سبقه حسن محمد مكي           | رئيس وزراء الجمهورية العربية اليمنية 22 يونيو 1974 إلى 16 يناير 1975.  | تبعه عبد اللطيف ضيف الله (مؤقت) |